# Aksel Refstad
Aksel Refstad (ur. 1873, zm. 1956) – norweski kombinator norweski uczestniczący w zawodach w latach 90. XIX wieku i w latach 1900-1909.
Aksel Refstad wygrał zawody w kombinacji norweskiej na Holmenkollen ski festival w 1900. Za to zwycięstwo zdobył medal Holmenkollen rok później, w 1901.